# Желим те желим
Желим те желим је седми студијски албум српске фолк певачице Наде Топчагић, издат 1985. године за ПГП РТБ. Албум представља прекретницу у каријери певачице и доноси јој огромну популарност, јер се на њему налази један од њених највећих хитова песма Извини душо извини.

## Списак песама
| №   | Назив                             | Текст                   | Музика                | Трајање |  |
| 1.  | Извини душо извини                | Радмила Тодоровић Бабић | Драган Александрић    |         |  |
| 2.  | Ти си моја несаница               | М. Боровић              | Предраг Вуковић Вукас |         |  |
| 3.  | Желим га, желим                   | Руждија Крупа           | Предраг Вуковић       |         |  |
| 4.  | Рођена сам да жарим и палим       | Мики Јовичић            | Шабан Шаулић          |         |  |
| 5.  | Враголанка                        | Радмила Тодоровић Бабић | Драган Александрић    |         |  |
| 6.  | Како је лепо имати тебе           | Славица Вуковић         | Предраг Вуковић       |         |  |
| 7.  | Ево мога бекрије                  | Драгана Ивић            | Предраг Неговановић   |         |  |
| 8.  | Бојим се, умрећу, ако легнем сама | Радмила Тодоровић Бабић | Драган Александрић    |         |  |
| 9.  | Опет бих с тобом                  | Енвер Шадинлија         | П. Трипковић          |         |  |
| 10. | Не можеш без мене                 | Радослав Граић          | Радослав Граић        |         |  |